# 思春期乳腺肥大症
思春期乳腺肥大症（ししゅんきにゅうせんひだいしょう VBH）は、乳房に過度の成長を生じる珍しい病気「乳腺肥大症」の一種で、この症状は思春期に発生する。

## 概要
この病気の原因は、女性ホルモン、エストロゲン、プロゲステロンなどに対する過敏症である。VBHの症状は、乳房の肥大（大きくなること）である。一般に、VBHが発症するのは、初潮の1年前後である。
乳房の発達（乳房発育）する時期は途中で初潮を挟む約4年間（乳房のタナー段階II前半から乳首が、II後半から乳輪周辺が、IIIからバスト全体が膨らみ始める（発達し始める））である。
肥大の程度は、患者によって異なる。重症の場合、乳房の重さが片方で10Kgを超えてしまうこともある。ある医学研究によれば、最も重くなった乳房は30Kgもあった。
通常、VBHになると、乳首にも肥大が起こり、これが桁外れの大きさに成長することがある。また、きわめて重症の場合には、陰核の肥大が起こることもある。
このような極端な乳房の大きさや重さは、それ以外の問題の原因になることもある。たとえば、頭痛、頚痛、上背痛や腰痛、指の麻痺や刺痛などを訴える患者も多い。また、睡眠時にも肺を圧迫するため満足な睡眠を取れないといった点もある。
また、乳房の重さのせいで、ブラジャーのストラップが肩に陥凹（へこみ）をつくり、その慢性的な刺激によって消えない傷跡を残すこともある。特に高温のところでは、乳房の下などに多量の汗をかきやすく、発疹など別の二次的な問題を誘発することも多い。
この乳房の成長は、徐々にではなく、「成長スパート」として起こる。VBHの女性は、乳房がまったく、もしくは、ほとんど成長しない期間の合間に、乳房が短期間で急速に成長する「成長スパート」を経験する。この急成長は、激しい身体的な不快感を引き起こす。その主な症状は、皮膚の赤みやかゆみ、そしてときに乳房全般の痛みである。
この症状を治療する方法は、現在のところ、乳房縮小手術しかない。